# ناحیه برلین، شهرستان بورا، ایلینوی
ناحیه برلین، شهرستان بورا، ایلینوی (به انگلیسی: Berlin Township) یک منطقهٔ مسکونی در ایالات متحده آمریکا است که در شهرستان بورا، ایلینوی واقع شده‌است. ناحیه برلین ۷۴۶ نفر جمعیت دارد و ۲۲۴ متر بالاتر از سطح دریا واقع شده‌است.